# Adenilato cinasa 4
La adenilato cinasa 4 (AK1) (número EC 2.7.4.3) es una isoenzima de la adenilato cinasa que cataliza la interconversión de nucleótidos de adenina. El ATP transfiere un grupo fosfato al AMP para formar ADP.
ATP + AMP {\displaystyle \rightleftharpoons } 2 ADP
Esta enzima también es activa con el GTP. Se presenta como monómero y su localización celular es la matriz mitocondrial.